# Wonomi
Wonomi, Wonomi, doslovno, 'nema smrti'. Nebeski otac i vrhovno biće Maidu Indijanaca iz Kalifornije. Također je poznat kao Kodo-yapeu, 'stvoritelj svijeta'; Kodo-yanpe, 'imenovanje svijeta'; i Kodo-yeponi, 'svjetski poglavar'. Stvorivši ljudska bića i pokrenuvši prirodne procese, Wonomi je vladao sve dok se nije pojavio njegov protivnik Kojot. Ovaj bog prevarant, međutim, uspio je smijeniti nebeskog oca iz jednog razloga: ljudi su slijedili Kojota, a ne Wonomija. Duše mrtvih još uvijek mogu doseći 'zemlju cvijeća' nebeskog oca iznad oblaka, kao što pokazuje njegova neprestana briga, ali ispod dna neba vlada bog prevarant.